# Telescopio spaziale Spitzer
Il telescopio spaziale Spitzer (Spitzer Space Telescope o SST, chiamato, precedentemente, Space Infrared Telescope Facility o SIRTF), fu un telescopio spaziale che osservava nell'infrarosso. Costruito dalla NASA, dal Jet Propulsion Laboratory e dal California Institute of Technology, e lanciato il 25 agosto 2003, questo telescopio spaziale, costato 670 milioni di dollari statunitensi, fu il quarto del progetto Grandi Osservatori della NASA. La sua missione è finita il 30 gennaio 2020.
Il telescopio è stato rinominato il 18 dicembre 2003 dopo che le prime osservazioni avevano dimostrato la sua efficienza; dopo un concorso internazionale a cui hanno partecipato oltre 7 000 saggi, il nome scelto è stato quello di Lyman Spitzer, uno dei più influenti astrofisici del XX secolo, il primo a proporre la costruzione di un telescopio nello spazio.
Il periodo di durata della missione era 2,5 anni, almeno fino a quando non si fosse esaurito l'elio, liquido che serviva per raffreddare il telescopio e necessario a mantenere basse le temperature della maggioranza degli strumenti. L'efficienza del telescopio ha fatto durare la missione principale molto di più, ovvero 5 anni e mezzo, fino a quando nel 2009 non si esaurì l'elio. Alcuni strumenti divennero inutilizzabili, tuttavia, i due moduli a lunghezza d'onda corta della camera IRAC sono rimasti sensibili come prima dell'esaurimento dell'elio, e il telescopio da quel momento è utilizzato per la missione denominata Spitzer Warm Mission. La strumentazione è stata riconfigurata per continuare le osservazioni "a caldo", e gli strumenti, che operano comunque a meno di 30 K, permettono ancora buone osservazioni nel vicino infrarosso, ovvero lunghezza d’onda da 0,7 a 10 μm.
Ad agosto 2016 la NASA ha prolungato la sua missione, definita "beyond",  a partire da ottobre 2016 per altri 2 anni e mezzo estendendola sino al lancio del telescopio spaziale James Webb. Ad ottobre 2017 la NASA ha inoltrato una richiesta pubblica di informazioni per valutare l'affidamento scientifico dell'osservatorio a istituti privati statunitensi successivamente alla cessazione del supporto finanziario.

## Descrizione tecnica
Il telescopio ha uno specchio primario di 85 cm di diametro, raffreddato a 5,5 Kelvin, temperatura necessaria per abbattere la sua stessa emissione termica, che andrebbe a sovrapporsi alla radiazione infrarossa che si vuole osservare. La radiazione infrarossa raccolta viene misurata da tre strumenti: IRAC, IRS e MIPS.
- IRAC (InfraRed Array Camera) è una camera infrarossa per ottenere immagini (256×256 pixel) e misure fotometriche in 4 bande nel vicino e medio infrarosso (a 3,6, 5,8, 4,5 e 8,0 micron). Le due bande a lunghezza d'onda più corte sono rimaste operative dopo il 2009 per la seconda missione del telescopio, denominata Spitzer Warm Mission.
- IRS (InfraRed Spectrograph) è uno spettrografo che può osservare a media o bassa risoluzione spettrale dai 5,2 ai 38 micron.
- Infine MIPS (Multiband Imaging Photometer for Spitzer) è un fotometro che permette di ottenere immagini e misure fotometriche in 3 bande del medio e lontano infrarosso (24, 70, e 160 micron)[9].

## Scopi della missione
La maggior parte del tempo di osservazione è riservata agli istituti che hanno partecipato alla costruzione e sviluppo di SST per grandi progetti di ricerca, ma il resto del tempo di osservazione è a disposizione dell'intera comunità scientifica, e gli astronomi di tutto il mondo potranno avanzare proposte di osservazione. Gli obiettivi della missione sono molteplici: planetologia, studio del processo di formazione stellare, del mezzo interstellare della Via Lattea, ma anche osservazione delle altre galassie fino ad arrivare a quelle più distanti e ancora in formazione.
Precedenti osservazioni infrarosse sono state fatte sia da terra che dallo spazio. L'atmosfera terrestre, però, assorbe efficacemente la radiazione infrarossa, da qui la necessità di osservare dallo spazio. Tra i precedenti satelliti per osservazioni infrarosse, si ricordano IRAS (Infrared Astronomical Satellite) della NASA, che operò negli anni ottanta, e ISO (Infrared Space Observatory), dell'Agenzia Spaziale Europea, attivo negli anni novanta. SST segna un importante avanzamento rispetto a IRAS e ISO soprattutto per il grande miglioramento della sensibilità degli strumenti. Altre due importanti telescopi infrarossi spaziali sono stati lanciati: il telescopio spaziale Herschel (dell'ESA, lanciato il 14 maggio 2009) e ASTRO-F (della ISAS, ente spaziale giapponese, lanciato il 21 febbraio 2006).

## Risultati
Diverse sono state le osservazioni del SST degne di nota: una delle più rilevanti fu nel 2005, quando per la prima volta fu direttamente catturata la luce di due pianeti extrasolari, i giganti gassosi HD 209458 b e TrES-1b. Prima di allora, la presenza di pianeti era stata dedotta solo dal comportamento della stella e delle variazioni della velocità radiale. Sempre nel 2005, il telescopio Spitzer scoprì un disco circumstellare attorno alla giovane stella T Tauri CoKu Tau/4. Inoltre in quell'anno, 400 ore di osservazioni con Spitzer, permisero agli astronomi di affermare che la struttura della Via Lattea è più marcatamente barrata di quanto creduto in precedenza.
Nel maggio del 2007 grazie a Spitzer, gli astronomi hanno mappato per la prima volta la temperatura atmosferica di un esopianeta, il gioviano caldo HD 189733 Ab, rilevando tra l'altro molecole di vapore acqueo.
Nell'agosto del 2009, rilevamenti del telescopio Spitzer attorno alla stella HD 172555 e al suo disco circumstellare, permisero di scoprire che in passato era avvenuta una catastrofica collisione ad alta velocità tra due pianeti rocciosi, delle dimensioni di Mercurio e della Luna, che ha portato alla vaporizzazione del più piccolo e notevoli danni al più grande, formando il disco di detriti attorno alla stella.
Nell'ottobre del 2009, il telescopio Spitzer ha individuato l'anello più grande del sistema solare appartenente al pianeta Saturno.
Nel 2012, Spitzer ha catturato direttamente, per la prima volta, la quantità di luce infrarossa emanata da una super Terra, 55 Cancri e.